# دورا 2

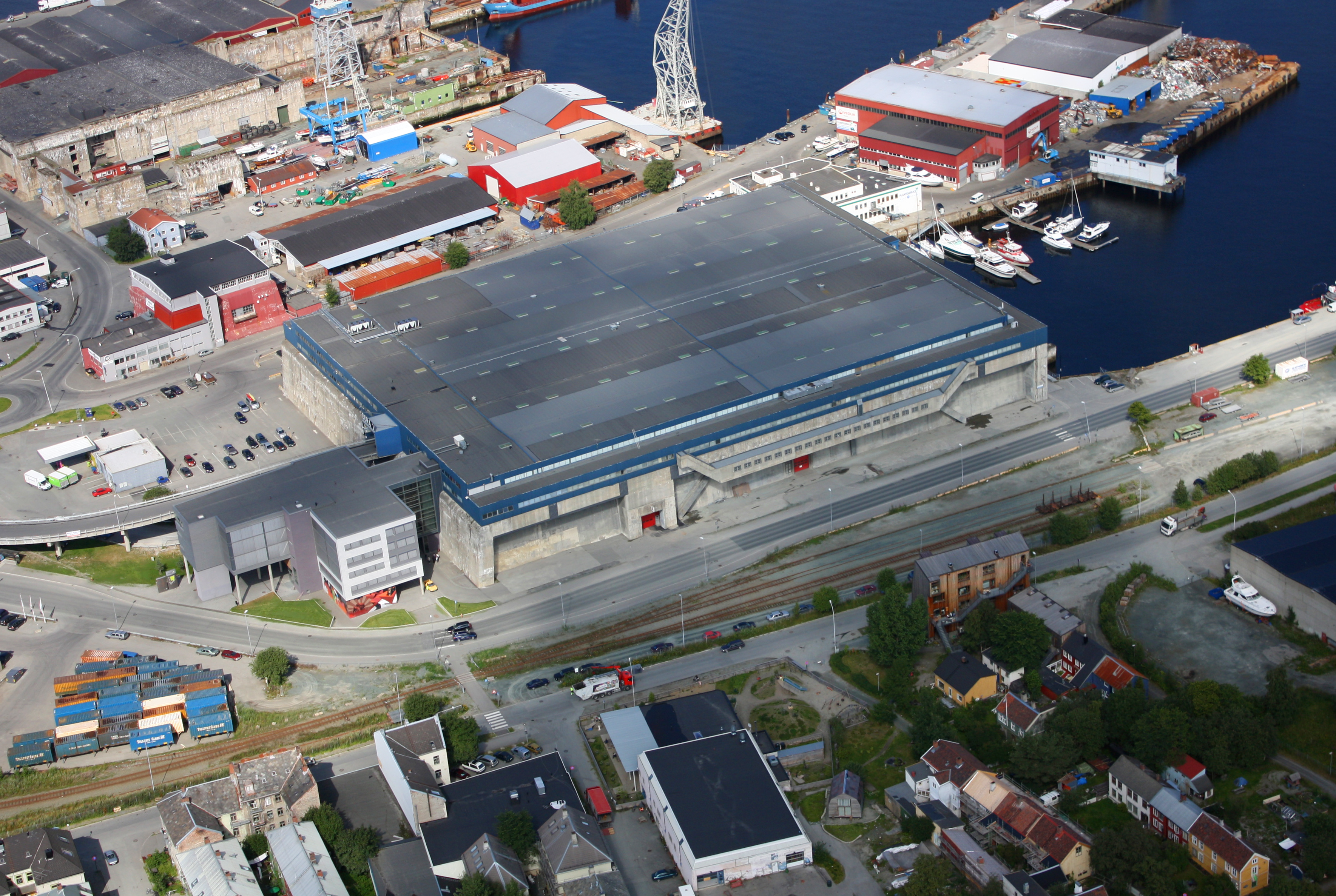
درة الأول (المقدمة مع المستويات العلوية الزرقاء) ودورا الثانية (الخلفية بسقف جزئي فقط). دورا II هي بنية أكثر انفتاحًا وغير مكتملة من دورا I.

دورا 2 (Dora 2) هي قاعدة غواصة ألمانية غير مكتملة وحوض غواصات أو مخبأ في تروندهايم، النرويج، بجوار دورا I (Dora 1). تم بناء القبو (المعين من قبل الألمان باسم دورا II) خلال الحرب العالمية الثانية، لكن المجمع لم ينته على عكس Dora I. Trondheim يُشار إليه تقليديًا باسم Drontheim باللغة الألمانية، واسم دورا هو الحرف "D "في الأبجدية الصوتية الألمانية.

## التاريخ

### خلفية

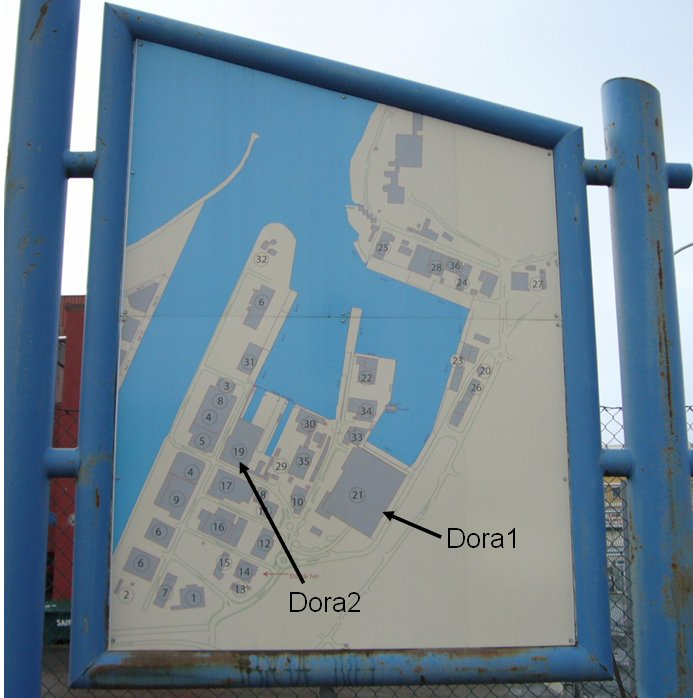
رسم تخطيطي يوضح مواقع المخابئ الغواصة

بعد احتلال النرويج في عام 1940، سرعان ما تم إدراك أن البلاد لديها مرافق محدودة فقط للإصلاحات البحرية الطفيفة. عادة ما يعني العمل الأكثر شمولاً العودة إلى ألمانيا. طغى استسلام فرنسا بعد شهرين على الأهمية الاستراتيجية للنرويج إلى حد ما، لكنها لا تزال تعتبر موقعًا أفضل للوصول إلى المحيط الأطلسي والقطب الشمالي من ألمانيا. ومع ذلك، كانت هناك حاجة إلى حماية أفضل لغواصات يو من الهجوم الجوي لذلك تم التحريض على برنامج بناء المخابئ.
عملت قواعد الغواصات الألمانية في النرويج المحتلة بين عامي 1940 و1945، عندما حولت كريغسمارينه (البحرية الألمانية) عدة قواعد بحرية في النرويج إلى قواعد غواصات. كانت تروندهايم قاعدة مهمة للغواصات في النرويج خلال الحرب. كانت قاعدة أسطول يو-بوت الثالث عشر ولديها 55 غواصة يو تم تخصيصها للقافلة خلال خدمتها.

### أعمال بناء
بدأت مجموعة الهندسة المدنية والعسكرية الألمانية، منظمة تودت، في بناء المنشأة كقاعدة غواصة عندما كانوا ينهون دورا 1 (اكتمل في يونيو 1943).
بدأ بناء دورا الثانية عام 1942  ولكن لم يكتمل أبدًا. المخبأ الثاني كان قد اكتمل أكثر بقليل من النصف بحلول نهاية الحرب. إذا انتهى، لكان قد بلغ عرضه 168 قدم (51 م) بطول 102 قدم (31 م)، مع أربعة أقلام قادرة على حمل ستة غواصات.  الجدران المكتملة كانت بسمك 3 متر (9 قدم 10 بوصة)، والسقف بسمك 3.5 متر (11 قدم 6 بوصة) (تم الانتهاء فقط من ربع السقف).

## بعد الحرب العالمية الثانية

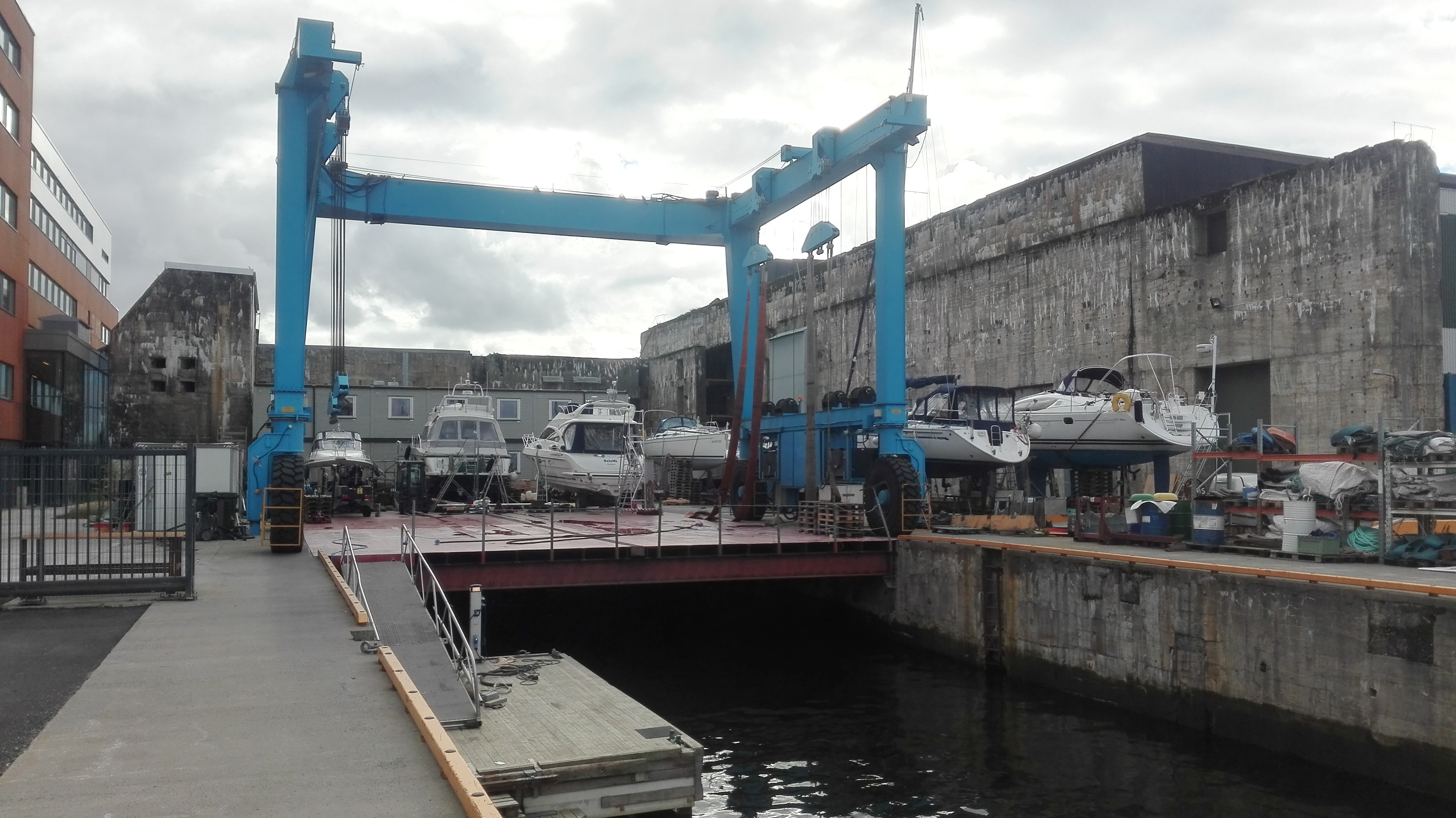
داخل دورا 2 (2016)

في عام 1947 و1948 قامت سلطة الميناء بتنظيف وتفجيردورا 2. تم تفجير جزء من الجدران على الجوانب غير المكتملة.
يتم استخدام دورا كحوض لبناء السفن  وكمخزن وجراج للقوارب والسيارات من قبل شركات مثل Trondheim Verft AS  وSkipsmaling AS.